# Mariningenjörkåren
Kungliga Mariningenjörkåren var under åren 1906–1990 en militärt organiserad personalkår inom Krigsmakten med ansvar för framtagande av materiel till Svenska flottan.

## Historik
Mariningenjörkåren bildades vid Riksdagen 1905 då en proposition bifölls om en ändring av Mariningenjörsstaten med anledning av;
| ” | ...betraktande av den dyrbara stridsmateriel med dess mångfald av invecklade anordningar, varav vår flotta numera består, måste det för staten vara av stor betydelse att flottan äger tillgång till biträde av en mariningenjörkår, vars personal erhållit en tillfredsställande utbildning för sina speciella uppgifter och som beträffande avlöningsförmåner och tjänstemannaställning erbjudes sådana villkor, att verkligt skickliga personer kunna tänkas vilja ingå i kåren. | „ |

## Uppgifter
Kårens uppgifter var byggnad och underhåll av flottans fartyg, maskiner, minor, torpeder, trådlös kommunikation såsom radio och telegrafi. Dessutom hade man både underhålls- och anskaffningsansvar för kranar, hus, dockor, kajer, broar och vägar inom flottans anläggningar och baser.

## Ledning och verksamhet
Kåren bestod år 1906 av en marinöverdirektör som var kårens chef, under denne fanns det marindirektörer av 1:a och 2:a graden, mariningenjörer av 1:a och 2:a graden samt extra ingenjörer. Till detta kom specialistfunktioner såsom; stations-, min-, torped- och elektroingenjörer. Kåren hade även personal som var under utbildning såsom mariningenjörsstipendiater, mariningenjörsaspiranter samt elever. Utöver fast anställd personal hade kåren även en reserv.
Personalen kunde arbeta både till lands och ombord på flottans fartyg. På land var arbetet förlagt till Marinförvaltningen eller till flottans stationer såsom exempelvis Karlskrona örlogsstation eller Göteborgs örlogsstation. När personal tjänstgjorde ombord på fartyg verkade man i rollen såsom stabsingenjör eller fartygsingenjör.
Personal i ledande befattning såsom marinöverdirektören tillsattes via utnämning av Kungl. maj:t (efter 1973 av regeringen), medan större delen av övrig personal erhöll fullmaktsanställning. Marinöverdirektören var chef för kåren, och hade personalansvar för dess ingående personal. Dessutom var marinöverdirektören även chef för Marinförvaltningens ingenjöravdelning.

## Utbildning
För att antas som mariningenjör av 2:a graden var man först tvungen att bli antagen som mariningenjörselev, och det krävdes att man avlagt realexamen från realgymnasium eller att man avlagt studentexamen vid densamma. Antagningarna sköttes av Sjöförsvarsdepartementet. Utbildningen skedde dels varje sommar ombord på någon av flottans pansarbåtar eller pansarkryssare. Av dem som genomgått detta antogs högst tre elever till mariningenjörsaspiranter som fick vidare utbildning på Kungliga Tekniska Högskolan, samt att man även vidareutbildades på en mekanisk verkstad, flottans varv samt ombord på en torpedbåt. Av dessa tre antogs högst två till mariningenjörsstipendiater. Dessa fick därefter två års anställning dels som arbetare dels som ritare och ofta placerade vid utländska verkstäder eller varv. Efter denna tjänstgöring blev man förordnad till extra mariningenjör. Efter ytterligare två års anställning kunde man söka anställning som mariningenjör av 2:a graden.

## Kårens avskaffande
Kåren avskaffade 1990 efter ett beslut av riksdagen. Nedläggningen var en del i 1988 års försvarsutredning. Orsaken till nedläggningen var att man ansåg att Försvarsmaktens personalkårer bidrog till att arbetstagare inte var anställda vid den myndighet där man tjänstgjorde en längre tid. Man ansåg att systemet delade ansvar mellan personalkårchefer och myndighetschefer. Detta ansåg man bröt mot den ordning som riksdagen beslutat om, och att man därför ansåg att alla personalkårer, inkluderande Mariningenjörkåren skulle avskaffas.

## Marinöverdirektörer
- 1906–1910: Hjalmar Hugo Lilliehöök
- 1910–1914: Helmer Mörner
- 1914–1921 : Adam Mauritz August von Eckermann
- 1921–1929 : Johannes Lindbeck
- 1929–1942: Yngve Schoerner
- 1942 - 1949: Harald Qvistgaard
- 1949–1954: Birger Swenzén (tillförordnad)
- 1954– : Ivar Oldenburg
- 1969– : Olle Härlin